# حكومة جميل الألشي الثانية
الحكومة السورية التي تشكلت في 8 يناير 1943 هي الحكومة السابعة والعشرين في تاريخ سوريا الحديث، والثانية عشر في عهد الجمهورية السورية الأولى، والثالثة والأخيرة في عهد تاج الدين الحسني رئيسًا للجمهورية. توفي الرئيس الحسني خلال عمل هذه الوزارة، فغدا جميل الألشي بموجب الدستور، رئيسًا مؤقتًا للجمهورية. لم يحترم المفوض الفرنسي السامي أصول الدستور السوري، وأقال الوزارة مستندًا إلى صلاحياته التشريعية الاستثنائية في 25 مارس 1943، لتشكيل حكومة حيادية تشرف على الانتخابات.

## تشكيلة الحكومة
| الوزير               | الوزارة                                  |
| -------------------- | ---------------------------------------- |
| جميل الألشي          | رئيس الوزراء، وزير الداخلية              |
| فائز الخوري          | وزير الخارجية                            |
| الأمير مصطفى الشهابي | وزير المالية                             |
| خليل مردم            | وزير المعارف                             |
| منير العباس          | وزير الأشغال العامة، وزير العدل بالوكالة |
| الأمير حسن الأطرش    | وزير الدفاع الوطني                       |
| منير العجلاني        | وزير الشؤون الاجتماعية                   |
| محمد العايش          | وزير الاقتصاد الوطني                     |
| حكمت الحراكي         | وزير التموين والإعاشة                    |

| الترتيب | المنصب                | الصورة | شاغل المنصب   | الحزب | الحزب | في المنصب من        | في المنصب حتى | ملاحظات |
| ------- | --------------------- | ------ | ------------- | ----- | ----- | ------------------- | ------------- | ------- |
| –       | رئيس الوزراء          |        | جميل الألشي   |       |       | 8 كانون الثاني 1943 | 25 آذار 1943  |         |
|         | وزير الداخلية         |        | جميل الألشي   |       |       |                     |               |         |
|         | وزير الخارجية         |        | فائز الخوري   |       |       |                     |               |         |
|         | وزير العدلية          |        | منير العباس   |       |       |                     |               |         |
|         | وزير الأشغال العامة   |        | منير العباس   |       |       |                     |               |         |
|         | وزير البرق والبريد    |        | منير العباس   |       |       |                     |               |         |
|         | وزير المالية          |        | مصطفى الشهابي |       |       |                     |               |         |
|         | وزير المعارف          |        | خليل مردم بك  |       |       |                     |               |         |
|         | وزير الاقتصاد الوطني  |        | محمد العايش   |       |       |                     |               |         |
|         | وزير الإعاشة والتموين |        | حكمت الحراكي  |       |       |                     |               |         |
|         | وزير الدفاع الوطني    |        | حسن الأطرش    |       |       |                     |               |         |
|         | وزير الدعاية والشباب  |        | منير العجلاني |       |       |                     |               |         |

## الملاحظات
1. ↑  فراغ الحقل لا يعني بالضرورة أن شاغل المنصب مستقل سياسياً أو غير حزبي، ولكن بسبب عدم توفر المعلومات أو المصادر.